# Harry Gregson-Williams
Harry Gregson-Williams (Chichester, 13 december 1961) is een Brits filmcomponist. Hij componeerde de filmmuziek voor kaskrakers als de filmreeks Shrek en The Chronicles of Narnia en de film The  Martian. Hij is de oudere broer van componist Rupert Gregson-Williams.

## De eerste stap
Hij groeide op in een muzikale familie en volgde in zijn jeugd viool-en pianolessen. Na zijn studies aan de Guildhall School of Music and Drama heeft hij een tijdlang les gegeven aan Afrikaanse kinderen.
In Londen kwam hij in contact met Stanley Myers, de componist van  'The Deer Hunter'  en hij zag in Harry een uitstekend componist. Meyers leerde hem de knepen van het vak en liet hem kennismaken met de Duitse componist Hans Zimmer. Williams trad toe tot Media Ventures (sinds 2003 Remote Control Productions), waar Zimmer en ook John Powell toe behoorden.

## Partnerships
Hij componeerde de muziek voor films als 'Sinbad: Legend of the Seven Seas' ,  'Shrek I en II (2001/2004)',  'Chicken Run (2000)',  'Antz'  (1998),  'Spy Game'  (2001),  'Armageddon'  (1998),  'Phone Booth'  (2002),  'Bridget Jones's Diary'  (2002),  'Team America: World Police'  (2004) en  'The Chronicles of Narnia'  (2006). Hij werkte samen met Hans Zimmer voor de films  'The Prince of Egypt' ,  'K2'  en  'The Rock' . De scores voor de animatiefilms  'Antz'  en  'Chicken Run'  schreef hij samen met John Powell. Gregson-Williams werkte ook samen met de gitarist en componist Trevor Rabin met als resultaat de films  'Armageddon'  en  'Enemy Of The State' .
Tony Scott en Jerry Bruckheimer zijn de regisseurs/producers waar hij regelmatig scores voor schrijft.
Gregson-Williams is ook bekend om zijn muziek voor enkele bekende computerspellen waaronder  'Metal Gear Solid 2: Sons of Liberty' ,  'Metal Gear Solid 3: Snake Eater'  en  'Call of Duty 4: Modern Warfare' .
Op 20 oktober 2007 was hij te gast op de zevende editie van de World Soundtracks Awards in Gent. Hij was genomineerd voor beste componist en beste soundtrack (Shrek 3) van het jaar. Het Vlaams Radio Orkest onder leiding van Dirk Brossé voerde de muziek van Gregson-Williams live op, maar Gregson-Williams mocht het orkest zelf dirigeren.

## Filmografie
| Jaar | Titel                                                          | Regisseur(s)                              | Opmerkingen                      |
| ---- | -------------------------------------------------------------- | ----------------------------------------- | -------------------------------- |
| 1994 | White Angel                                                    | Chris Jones                               |                                  |
| 1996 | The Whole Wide World                                           | Dan Ireland                               | met Hans Zimmer                  |
| 1997 | Smilla's Sense of Snow                                         | Bille August                              | met Hans Zimmer                  |
| 1997 | Deceiver                                                       | Jonas Pate Josh Pate                      |                                  |
| 1997 | The Borrowers                                                  | Peter Hewitt                              |                                  |
| 1998 | The Replacement Killers                                        | Antoine Fuqua                             |                                  |
| 1998 | Antz                                                           | Eric Darnell Tim Johnson                  | met John Powell                  |
| 1998 | Enemy of the State                                             | Tony Scott                                | met Trevor Rabin                 |
| 1999 | The Match                                                      | Mick Davis                                |                                  |
| 1999 | Light It Up                                                    | Craig Bolotin                             |                                  |
| 1999 | Whatever Happened to Harold Smith?                             | Peter Hewitt                              |                                  |
| 2000 | The Tigger Movie                                               | Jun Falkenstein                           |                                  |
| 2000 | The Magic of Marciano                                          | Tony Barbieri                             |                                  |
| 2000 | Chicken Run                                                    | Peter Lord Nick Park                      | met John Powell                  |
| 2000 | King of the Jungle                                             | Seth Zvi Rosenfeld                        |                                  |
| 2001 | Shrek                                                          | Andrew Adamson Vicky Jenson               | met John Powell                  |
| 2001 | Spy Game                                                       | Tony Scott                                |                                  |
| 2002 | Passionada                                                     | Dan Ireland                               |                                  |
| 2002 | Phone Booth                                                    | Joel Schumacher                           |                                  |
| 2003 | Sinbad: Legend of the Seven Seas                               | Tim Johnson Patrick Gilmore               |                                  |
| 2003 | Veronica Guerin                                                | Joel Schumacher                           |                                  |
| 2003 | The Rundown                                                    | Peter Berg                                |                                  |
| 2004 | Man on Fire                                                    | Tony Scott                                | met Lisa Gerrard                 |
| 2004 | Shrek 2                                                        | Andrew Adamson Kelly Asbury Conrad Vernon |                                  |
| 2004 | Return to Sender                                               | Bille August                              |                                  |
| 2004 | Team America: World Police                                     | Trey Parker                               |                                  |
| 2004 | Bridget Jones: The Edge of Reason                              | Beeban Kidron                             |                                  |
| 2005 | Kingdom of Heaven                                              | Ridley Scott                              |                                  |
| 2005 | Domino                                                         | Tony Scott                                |                                  |
| 2005 | The Chronicles of Narnia: The Lion, the Witch and the Wardrobe | Andrew Adamson                            |                                  |
| 2006 | Seraphim Falls                                                 | David Von Ancken                          |                                  |
| 2006 | Flushed Away                                                   | Sam Fell David Bowers                     |                                  |
| 2006 | Déjà Vu                                                        | Tony Scott                                |                                  |
| 2007 | The Number 23                                                  | Joel Schumacher                           |                                  |
| 2007 | Shrek the Third                                                | Chris Miller Raman Hui                    |                                  |
| 2007 | Gone Baby Gone                                                 | Ben Affleck                               |                                  |
| 2008 | Em                                                             | Tony Barbieri                             |                                  |
| 2008 | The Chronicles of Narnia: Prince Caspian                       | Andrew Adamson                            |                                  |
| 2008 | Jolene                                                         | Dan Ireland                               |                                  |
| 2009 | X-Men Origins: Wolverine                                       | Gavin Hood                                |                                  |
| 2009 | The Taking of Pelham 123                                       | Tony Scott                                |                                  |
| 2010 | Twelve                                                         | Joel Schumacher                           |                                  |
| 2010 | Shrek Forever After                                            | Mike Mitchell                             |                                  |
| 2010 | Prince of Persia: The Sands of Time                            | Mike Newell                               |                                  |
| 2010 | The Town                                                       | Ben Affleck                               | met David Buckley                |
| 2010 | Unstoppable                                                    | Tony Scott                                |                                  |
| 2011 | Life in a Day                                                  | Kevin Macdonald                           |                                  |
| 2011 | Cowboys & Aliens                                               | Jon Favreau                               |                                  |
| 2011 | Arthur Christmas                                               | Sarah Smith                               |                                  |
| 2012 | I Am Bad                                                       | David Rackoff                             |                                  |
| 2012 | Total Recall                                                   | Len Wiseman                               |                                  |
| 2013 | The East                                                       | Zal Batmanglij                            | titelmuziek                      |
| 2013 | Mister Pip                                                     | Andrew Adamson                            |                                  |
| 2014 | The Equalizer                                                  | Antoine Fuqua                             |                                  |
| 2015 | Blackhat                                                       | Michael Mann                              | met Atticus Ross en Leopold Ross |
| 2015 | The Martian                                                    | Ridley Scott                              |                                  |
| 2015 | Miss You Already                                               | Catherine Hardwicke                       |                                  |
| 2016 | Live by Night                                                  | Ben Affleck                               |                                  |
| 2017 | The Zookeeper's Wife                                           | Niki Caro                                 |                                  |
| 2017 | Breath                                                         | Simon Baker                               |                                  |
| 2018 | Early Man                                                      | Nick Park                                 |                                  |
| 2018 | The Equalizer 2                                                | Antoine Fuqua                             |                                  |
| 2018 | The Meg                                                        | Jon Turteltaub                            |                                  |
| 2020 | Mulan                                                          | Niki Caro                                 |                                  |
| 2021 | Infinite                                                       | Antoine Fuqua                             |                                  |
| 2021 | The Last Duel                                                  | Ridley Scott                              |                                  |
| 2021 | House of Gucci                                                 | Ridley Scott                              |                                  |
| 2021 | Al Kameen                                                      | Pierre Morel                              |                                  |
| 2023 | Meg 2: The Trench                                              | Ben Wheatley                              |                                  |
| 2023 | Retribution                                                    | Nimród Antal                              |                                  |
| 2023 | Chicken Run: Dawn of the Nugget                                | Sam Fell                                  |                                  |
| 2024 | Gladiator II                                                   | Ridley Scott                              |                                  |

## Overige producties

### Computerspellen
| Jaar | Titel                                    | Opmerkingen                                        |
| ---- | ---------------------------------------- | -------------------------------------------------- |
| 2001 | Metal Gear Solid 2: Sons of Liberty      | met Norihiko Hibino                                |
| 2004 | Metal Gear Solid 3: Snake Eater          | met Norihiko Hibino, Shuichi Kobori en Nobuko Toda |
| 2007 | Call of Duty 4: Modern Warfare           | titelmuziek                                        |
| 2008 | Metal Gear Solid 4: Guns of the Patriots | met Nobuko Toda                                    |
| 2014 | Metal Gear Solid V: Ground Zeroes        | met Ludvig Forssell en Akihiro Tereuta             |
| 2014 | Call of Duty: Advanced Warfare           | met Audiomachine                                   |
| 2015 | Metal Gear Solid V: The Phantom Pain     | met Ludvig Forssell en Akihiro Tereuta             |

### Televisiefilms
| Jaar | Titel                  | Opmerkingen |
| ---- | ---------------------- | ----------- |
| 1995 | Three Miles Up         |             |
| 1995 | Full Body Massage      |             |
| 1996 | Witness Against Hitler |             |
| 1999 | Swing Vote             |             |
| 2016 | Confirmation           |             |
| 2019 | L.A. Confidential      |             |

### Televisieseries
| Jaar | Titel                       | Opmerkingen                            |
| ---- | --------------------------- | -------------------------------------- |
| 1992 | Champion Childeren          |                                        |
| 2002 | AFP: American Fighter Pilot |                                        |
| 2004 | Father of the Pride         |                                        |
| 2007 | The Riches                  |                                        |
| 2008 | Eleventh Hour               | titelmuziek                            |
| 2017 | Electric Dreams             | 2017-2018                              |
| 2019 | Catch-22                    | met Rupert Gregson-Williams            |
| 2019 | Whiskey Cavalier            | met Tom Howe                           |
| 2020 | Manhunt                     | met Stephanie Economou                 |
| 2022 | The Gilded Age              | met Rupert Gregson-Williams, 2022-2023 |

### Documentaires
| Jaar | Titel                 | Opmerkingen       |
| ---- | --------------------- | ----------------- |
| 2003 | The British Schindler |                   |
| 2011 | Life in a Day         |                   |
| 2015 | Monkey Kingdom        |                   |
| 2019 | Penguins              |                   |
| 2021 | Life in a Day 2020    |                   |
| 2022 | Return to Space       | met Mychael Danna |
| 2022 | Polar Bear            |                   |

### Korte films
| Jaar | Titel                                  | Opmerkingen                 |
| ---- | -------------------------------------- | --------------------------- |
| 1994 | Broken Heart                           |                             |
| 1995 | Hotel Paradise                         |                             |
| 2001 | Powder Keg                             | serie korte films: The Hire |
| 2001 | Shrek in the Swamp Karaoke Dance Party |                             |
| 2001 | Chow Yun-Fat Goes Hollywood            | documentaire                |
| 2002 | Beat the Devil                         | serie korte films: The Hire |
| 2003 | Shrek 4-D                              |                             |
| 2006 | The Uninvited                          |                             |
| 2007 | Shrek the Halls                        |                             |
| 2013 | Love Never Fails/Forever Found         |                             |
| 2013 | A Nutshell for 2013                    | documentaire                |
| 2014 | This Time                              |                             |
| 2014 | Hate from a Distance                   |                             |
| 2014 | Secretos                               |                             |
| 2015 | A Most Peculiar Man                    |                             |
| 2021 | Just A Game                            |                             |

### Additionele muziek
Als additioneel componist componeerde hij ook een enkel stuk voor deze producties van andere componisten.
| Jaar | Titel                            | Opmerkingen                            |
| ---- | -------------------------------- | -------------------------------------- |
| 1990 | Revenge                          | voor Jack Nitzsche                     |
| 1996 | Broken Arrow                     | voor Hans Zimmer                       |
| 1996 | The Rock                         | voor Hans Zimmer en Nick Glennie-Smith |
| 1998 | Armageddon                       | voor Trevor Rabin                      |
| 1998 | The Prince of Egypt              | voor Hans Zimmer                       |
| 2002 | Spirit: Stallion of the Cimarron | voor Hans Zimmer                       |
| 2012 | Prometheus                       | voor Marc Streitenfeld                 |
| 2014 | Exodus: Gods and Kings           | voor Alberto Iglesias                  |

## Prijzen en nominaties

### BAFTA Awards
| Jaar | Titel                                    | Categorie                | Uitslag     |
| ---- | ---------------------------------------- | ------------------------ | ----------- |
| 2002 | Shrek                                    | Beste filmmuziek         | Genomineerd |
| 2009 | Metal Gear Solid 4: Guns of the Patriots | Beste computerspelmuziek | Genomineerd |

### Emmy Awards
| Jaar | Titel           | Categorie | Uitslag     |
| ---- | --------------- | --- | ----------- |
| 2018 | Electric Dreams | Beste muziekcompositie voor een miniserie, film of special (originele dramatische partituur), voor "The Commuter" | Genomineerd |
| 2022 | Return to Space | Beste muziekcompositie voor een documentaireserie of special (originele dramatische partituur)                    | Genomineerd |

### Golden Globe Awards
| Jaar | Titel                                                          | Categorie        | Uitslag     |
| ---- | -------------------------------------------------------------- | ---------------- | ----------- |
| 2006 | The Chronicles of Narnia: The Lion, the Witch and the Wardrobe | Beste filmmuziek | Genomineerd |

### Grammy Awards
| Jaar | Titel                                                          | Categorie                                                                    | Uitslag     |
| ---- | -------------------------------------------------------------- | ---------------------------------------------------------------------------- | ----------- |
| 2007 | The Chronicles of Narnia: The Lion, the Witch and the Wardrobe | Beste partituur soundtrackalbum voor film, televisie of andere visuele media | Genomineerd |

## Hitlijsten

### Albums
| Album met hitnotering(en) in de Vlaamse Ultratop 200 albums    | Datum van verschijnen | Datum van binnenkomst | Hoogste positie | Aantal weken | Opmerkingen |
| -------------------------------------------------------------- | --------------------- | --------------------- | --------------- | ------------ | ----------- |
| Kingdom of Heaven                                              | 2005                  | 28-05-2005            | 57              | 3            | soundtrack  |
| The Chronicles of Narnia: The Lion, the Witch and the Wardrobe | 2005                  | 14-01-2006            | 63              | 5            | soundtrack  |